# Lanice auricula
Lanice auricula är en ringmaskart som beskrevs av Anne D. Hutchings 1990. Lanice auricula ingår i släktet Lanice och familjen Terebellidae. Inga underarter finns listade i Catalogue of Life.